# Jimmy Logan
Jimmy Logan (födelsenamn:James Allan Short), född 4 april 1928 i Dennistoun, Glasgow, Skottland död 13 april 2001 i Clydebank, West Dunbartonshire, Skottland, var en skotsk skådespelare, sångare och komiker. Han var bror till sångaren och skådespelaren Annie Ross.

## Filmografi (urval)
- 1999 - Mitt liv hittills
- 1999 - Kapten Jacks äventyrliga resa
- 1991 - Den ofrivillige golfaren
- 1973 - Kom igen tjejer